# Orange (манга)
Orange (яп. オレンジ Орэндзи, букв. «оранжевый цвет») — сэйнэн/сёдзё манга, написанная и проиллюстрированная Итиго Такано. Впервые была опубликована в 2012 году в журнале Bessatsu Margaret, а затем стала выпускаться в Monthly Action. Игровой фильм с таким же названием был выпущен 12 декабря 2015 года. Трансляция аниме-адаптации началась 4 июля 2016 года. Сиквел к манге начал выпускаться Futabasha в журнале Monthly Action 25 марта 2016 года. Премьера полнометражного фильма с подзаголовком «Будущее» (яп. 未来 Мирай) состоялась 18 ноября 2016 года.

В 2019 году о лицензировании манги в России объявило издательство «Истари комикс».

## Сюжет
Город Мацумото. Нахо Такамия, второклассница старшей школы, получает письмо, посланное ею же спустя 10 лет из будущего. Будущая Нахо просит себя предотвратить её «большое сожаление», которое имеет некоторое отношение к новому переведенному ученику из Токио, мальчику по имени Какэру Нарусэ. Сначала Нахо скептически относится к этому посланию, но начинает верить письму, так как оно точно предсказывает происходящие события. Письмо просит её ни в коем случае не звать Какэру на прогулку после школы в первый день, но Нахо и её друзья решили в любом случае пригласить его. Это заканчивается тем, что Какэру пропускает занятия в течение следующих двух недель.

Чтобы не допустить повторения такой ошибки, Нахо решает делать то, что просит её письмо, например, соглашается помочь в софтбольном раунде, просит Какэру вступить в футбольную команду их школы, отговаривает от отношений со старшеклассницей и настаивает на том, чтобы вдвоем с ним пойти смотреть на фейерверки. Из письма Нахо узнаёт, что в будущем Какэру мёртв: он совершил самоубийство после Дня святого Валентина, в том же учебном году, в котором перевёлся.

Во время фестиваля Бон Какэру объясняет Нахо причину своего отсутствия: его мать совершила самоубийство из-за психического расстройства, вызванного раздражением от его звонка в день зачисления, когда он был с Нахо и другими. Это заставляет Нахо испытывать чувство вины, так как она считает, что они несут общую ответственность за смерть матери Какэру. Несколько дней спустя Сува рассказывает Нахо, что тоже получил письмо от себя из будущего, прося в нём сделать то же самое, что и будущая Нахо себя. Сува скрывает тот факт, что они с Нахо в браке и имеют ребёнка в будущем, поскольку понимает: Нахо влюблена в Какэру. Позже Адзуса, Хагита и Тино признаются в получении аналогичных писем. Все они согласны, что, хоть и не в состоянии изменить судьбу их самих в будущем, могут создать параллельную вселенную, где Какэру всё ещё жив.

Для того, чтобы поднять настроение Какэру, пять друзей решают организовать празднование его 17-летия, во время которого Какэру признаёт свои чувства к Нахо. Чтобы поддержать Какэру, они также присоединяются к командной эстафете. При помощи своих друзей Какэру побеждает в забеге, и, в качестве награды за победу, целует Нахо. Тем не менее в канун Нового года Нахо и Какэру спорят из-за здоровья его бабушки. Впоследствии они отдаляются друг от друга, вплоть до того дня, когда Какэру, как предполагается, должен совершить самоубийство, но Нахо удаётся признаться ему в своих чувствах.
В ночь предполагаемой смерти Какэру друзья планируют встретиться, дабы предотвратить трагедию. Впятером они ищут его по всему Мацумото, чтобы не дать ему попасть под грузовик. Какэру извиняется, говоря им, что он думал о самоубийстве, но в последнюю секунду отказался от этой мысли, поняв, что, умерев, никогда больше не увидит своих друзей.

## Персонажи
Нахо Такамия (яп. 高宮 菜穂 Такамия Нахо) — старшеклассница, получившая письмо от взрослой себя из 10-летнего будущего. Изначально считает это чьей-то шуткой, но как только понимает, что всё написанное там — правда, решает прислушаться к письму, чтобы спасти Какэру.
Сэйю: Кана Ханадзава
Актриса: Тао Цутия
Какэру Нарусэ (яп. 成瀬 翔 Нарусэ Какэру) — переведённый из Токио ученик. В первый же день занятий его мать сказала ему сразу вернуться домой, потому что должна была пойти с ним к врачу, но он пошёл гулять с Нахо и её друзьями. В тот же день его мать покончила жизнь самоубийством. Сожалея обо всём в своей жизни, Какэру совершает самоубийство, но все думают, что это был несчастный случай. В новом прошлом Нахо пытается спасти его, делая всё возможное, чтобы предотвратить суицид юноши, заставив его вновь обрести смысл жизни.
Сэйю: Сэйитиро Ямасита
Актёр: Кэнто Ямадзаки
Хирото Сува (яп. 須和 弘人 Сува Хирото) — лучший друг Нахо, влюблённый в неё. После смерти Какэру, десять лет спустя, он женился на Нахо и они завели ребёнка. Но видя печаль Нахо, он пишет прошлому себе письмо, в котором просит сделать Нахо счастливой, даже если в будущем с ней будет не он.
Сэйю: Макото Фурукава
Актёр: Рё Рюсэй
Такако Тино (яп. 茅野 貴子 Тино Такако) — подруга Нахо, получившая письмо от себя из будущего, помогает Нахо и Какэру быть вместе.
Сэйю: Рика Кинугава
Актриса: Хирона Ямадзаки
Саку Хагита (яп. 萩田 朔 Хагита Саку) — друг Нахо, который любит читать мангу. Получил письмо от себя и помогает Какэру. Любит Адзусу, но отрицает это.
Сэйю: Кадзуюки Окицу
Актёр: Дори Сакурада
Адзуса Мурасака (яп. 村坂 あずさ Мурасака Адзуса) — подруга Нахо. Получила письмо от будущей себя, помогает Нахо и Какэру.
Сэйю: Нацуми Такамори
Актриса: Куруми Симидзу
Рио Уэда (яп. 上田 莉緒  Уэда Рио) — девушка, часто наблюдающая за игрой школьной команды по футболу и заинтересованная в Какэру. Она призналась ему в своих чувствах, и они начали встречаться. Нахо, также влюблённая в Какэру, становится из-за этого эмоционально опустошённой. После разрыва с Какэру Рио начинает задирать Нахо, но постоянно получает отпор в лице Сувы и Такако.
Сэйю: Аянэ Сакура
Актриса: Эрина Мано

## Медиа-издания

### Манга
Оригинальная манга, написанная и проиллюстрированная Итиго Такано, первоначально была опубликована 13 марта 2012 года в журнале Bessatsu Margaret издательства Shueisha, однако с 25 февраля 2013 года она стала выпускаться в Monthly Action, принадлежащем Futabasha. Первый танкобон был выпущен Shueisha 25 июля 2012 года, они издали два тома серии. Первые два тома позже были переизданы Futabasha 25 декабря 2013 года. Выпуск манги закончился 25 августа 2015 года, а последний том был опубликован 12 ноября 2015 года.
Сиквел с подзаголовком «Будущее» (яп. 未来 Мирай) начал выпускаться в Monthly Action 25 марта 2016 года. 31 мая 2017 года был издан первый том, который выпущен под номером 6 как продолжение основной серии. Том является манга-адаптацией одноименного анимационного фильма, а также содержит две спин-офф главы под названием «Сува Хирото» (яп. 須和弘人), в них особое внимание уделялось Суве в альтернативном будущем. Вместе с лимитированным изданием тома была выпущена манга-версия клипа песни «Mirai» (яп. 未来), исполненной группой Kobukuro и ставшей главным саундтреком аниме-адаптаций. Второй том сиквела был выпущен 12 апреля 2022 года как 7 том основной серии и стал последним. 

#### Список томов
| № | Японский                                                        | Японский                                                             | Русский           | Русский                |
| № | Дата публикации                                                 | ISBN                                                                 | Дата публикации   | ISBN                   |
| - | --------------------------------------------------------------- | -------------------------------------------------------------------- | ----------------- | ---------------------- |
| 1 | 25 июля 2012 года (Shueisha) 25 декабря 2013 года (Futabasha)   | ISBN 978-4-08-846804-4 (Shueisha) ISBN 978-4-575-84323-1 (Futabasha) | Октябрь 2019 года | ISBN 978-5-907014-80-0 |
| 2 | 22 ноября 2012 года (Shueisha) 25 декабря 2013 года (Futabasha) | ISBN 978-4-08-846861-7 (Shueisha) ISBN 978-4-575-84324-8 (Futabasha) | Февраль 2020 года | ISBN 978-5-907014-81-7 |
| 3 | 22 августа 2014 года                                            | ISBN 978-4-575-84470-2                                               | Апрель 2020 года  | ISBN 978-5-907014-82-4 |
| 4 | 20 февраля 2015 года                                            | ISBN 978-4-575-84575-4                                               | Июнь 2020 года    | ISBN 978-5-907014-83-1 |
| 5 | 12 ноября 2015 года                                             | ISBN 978-4-575-84709-3                                               | Июнь 2020 года    | ISBN 978-5-907014-84-8 |

Сиквел «Orange: Mirai».
| № | Дата публикации                                          | ISBN                                                                 |
| - | -------------------------------------------------------- | -------------------------------------------------------------------- |
| 6 | 31 мая 2017 года 31 мая 2017 года (ограниченное издание) | ISBN 978-4-575-84987-5 ISBN 978-4-575-84988-2 (ограниченное издание) |
| 7 | 12 апреля 2022 года                                      | ISBN 978-4-575-85705-4                                               |

### Игровой фильм
Фильм вышел на экраны в Японии 12 декабря 2015 года с Тао Цутией и Кэнто Ямадзаки в главных ролях. Режиссёром стал Кодзиро Хасимото, а сценаристом Ариса Канэко.

### Ранобэ
Роман, написанный Юи Токиуми и проиллюстрированный Итиго Такано, издавался Futabasha с 18 июля 2015 года по 18 марта 2016 года.

#### Список томов
| № | Дата публикации     | ISBN                   |
| - | ------------------- | ---------------------- |
| 1 | 18 июля 2015 года   | ISBN 978-4-575-23911-9 |
| 2 | 20 ноября 2015 года | ISBN 978-4-575-23930-0 |
| 3 | 18 марта 2016 года  | ISBN 978-4-575-23951-5 |

Новеллизация игрового фильма Макиты Ёхэй, также проиллюстрированная Итиго Такано, была издана Futabasha 12 ноября 2015 года и состояла из одного тома.
| № | Дата публикации     | ISBN                   |
| - | ------------------- | ---------------------- |
| 1 | 12 ноября 2015 года | ISBN 978-4-575-51839-9 |

### Аниме
Премьера аниме-адаптации состоялась 4 июля 2016 года. Режиссёром стал Хироси Хамасаки, сценарий писала Юко Какихара, а дизайном персонажей занимался Нобутэру Юки. Сериал транслировался на телеканалах Tokyo MX, AT-X, BS11, TVA, ABC и TSB.
Композитором серии стала Хироаки Цуцуми. Открывающую композицию «Hikari no Hahen» (яп. 光の破片, «Осколки света») исполнил Ю Такахаси, а закрывающую «Mirai» (яп. 未来, «Будущее») исполнила группа Kobukuro.

#### Список серий
| № серии | Название                                        | Трансляция в Японии   |
| ------- | ----------------------------------------------- | --------------------- |
| 1       | Письмо 01 «Тэгами 01» (手紙01)                  | 4 июля 2016 года      |
| 2       | Письмо 02 «Тэгами 02» (手紙02)                  | 11 июля 2016 года     |
| 3       | Письмо 03 «Тэгами 03» (手紙03)                  | 18 июля 2016 года     |
| 4       | Письмо 04 «Тэгами 04» (手紙04)                  | 25 июля 2016 года     |
| 5       | Письмо 05 «Тэгами 05» (手紙05)                  | 1 августа 2016 года   |
| 6       | Письмо 06 «Тэгами 06» (手紙06)                  | 8 августа 2016 года   |
| 7       | Письмо 07 «Тэгами 07» (手紙07)                  | 15 августа 2016 года  |
| 8       | Письмо 08 «Тэгами 08» (手紙08)                  | 22 августа 2016 года  |
| 9       | Письмо 09 «Тэгами 09» (手紙09)                  | 29 августа 2016 года  |
| 10      | Письмо 10 «Тэгами 10» (手紙10)                  | 4 сентября 2016 года  |
| 11      | Письмо 11 «Тэгами 11» (手紙11)                  | 11 сентября 2016 года |
| 12      | Письмо 12 «Тэгами 12» (手紙12)                  | 18 сентября 2016 года |
| 13      | Последнее письмо «Сайго но Тэгами» (最後の手紙) | 25 сентября 2016 года |

### Фильм
О полнометражном фильме под названием «Orange: Будущее» (яп. オレンジ -未来- Орэндзи: Мирай) было объявлено в конце заключительного эпизода телесериала. Фильм пересказывает основной сюжет сериала с точки зрения Сувы, а также показывает оригинальную историю, написанную Такано, которая рассказывает о том, что произошло после событий аниме и манги. Премьера состоялась 18 ноября 2016 года.

## Пояснения
1. ↑  Премьера серии была указана на Tokyo MX в 24:00 3 июля 2016 года, что фактически 4 июля.